# Геологический музей имени О. Т. Карапетяна
Геологический музей имени Ованеса Карапетяна Института геологических наук Национальной академии наук Республики Армения (ГМ ИГН НАН РА; арм. ՀՀ ԳԱԱ ԵԳԻ Հ. Տ. Կարապետյանի անվան երկրաբանական թանգարան) — академический научный музей и просветительский центр по наукам геологического цикла. Основан в Ереване в 1937 году, реконструирован в 2012 году. В фондах музея более 11 тысяч экспонатов, 2700 из которых демонстрируются.

## История
Геологический музей был открыт в конце 1938 года на базе геологической выставки, специально организованной в июне 1937 года к 17 сессии Международного геологического конгресса (Москва, СССР. Экскурсии по всей стране). Музей был создан при Институте геологических наук АН Армянской ССР (современный Институт геологических наук НАН РА).
Основу музея составила личная коллекция директора института О. Т. Карапетяна, которую он собирал 40 лет. Коллекция в основном состояла из 1400 образцов, собранных на территории Закавказья и Малого Кавказа. После его смерти, в 1944 году, музей был назван его именем — «Геологический музей им. проф. О. Т. Карапетяна».
Коллекции пополнялся образцами исследуемыми в институте, обменом и дарителями. Значительный вклад в развитие музея внесли его руководители: С. Лусян (1937—1938), А. Н. Акопян (1938), С. Т. Тигранян (1938—1949), Н. А. Саакян-Гозалян (1949—1954), И. Г. Гаспарян (1955—1956), Л. А. Авакян (1956—1976), Г. Б. Межлумян (1977—1996), А. Г. Григорян (1996—2011). Имеются экспонаты из коллекций академика А. Л. Тахтаджяна, учёных Р. Аракеляна, Н. Азаряна, Г. Межлумяна и других.
В 2012 году был открыт зал минералов имени А. Ц. Дилдиляна, где демонстрируются образцы со всего мира переданные в музей семьёй Ары Дилдиляна.
Первоначально музей располагался в другом здании (улица Абовяна, 10). 16 сентября 2012 года он вновь открылся в здании Института геологических наук по адресу Проспект Маршала Баграмяна (Ереван), дом 24 A.
В музее ежегодно отмечаются «день геолога», «день воды», «день защиты детей», проводятся мероприятия, посвященные памяти известных геологов и событий, среди них:
- 2013 — 100-летие со дня рождения А. Е. Кочаряна — директора Геологического института (в 1967—1971 гг)[8].
- 2015 — 80-летие Института геологических наук НАН РА[9].

### Руководство
- 1937—1938 — С. Лусян
- 1938—1938 — А. Н. Акопян
- 1938—1949 — С. Т. Тигранян
- 1949—1954 — Н. А. Саакян-Гозалян
- 1955—1956 — И. Г. Гаспарян
- 1956—1976 — Л. А. Авакян
- 1977—1996 — Г. Б. Межлумян
- 1996—2011 — А. Г. Григорян
- 2011—н. в. — Г. Григорян.

## Экспозиция
Музей состоит из следующих отделов:
1. Минералогия
2. Палеонтология
3. Петрография
4. Полезные ископаемые Армении
5. Минеральные воды Армении
6. Природные памятники Армении

Представлены геологические карты, схемы, картины, информация по геологическим памятникам природы и История геологии.

### Минералы
В экспозиции широко представлены минералы из Армении и других стран, среди них:
- аметист
- бирюза
- гранат
- изумруд
- топаз
- и многие другие

### Горные породыируды
- Широко представлены вулканические и осадочные горные породы
- Руды из основных месторождений Армении.
- Строительные и отделочные материалы
- Минеральные воды Армении

### Палеонтологияистратиграфия
Ископаемые организмы разложены по геологическим эрам.
| Докембрий | Фанерозой | Фанерозой | Фанерозой | Фанерозой | Фанерозой | Фанерозой | Фанерозой | Фанерозой | Фанерозой | Фанерозой | Фанерозой | Фанерозой | Эон       |
| Докембрий | Палеозой  | Палеозой  | Палеозой  | Палеозой  | Палеозой  | Палеозой  | Мезозой   | Мезозой   | Мезозой   | Кайнозой  | Кайнозой  | Кайнозой  | Эра       |
| --------- | --------- | --------- | --------- | --------- | --------- | --------- | --------- | --------- | --------- | --------- | --------- | --------- | --------- |
| Докембрий | Кембрий   | Ордо вик  | Сил ур    | Девон     | Карбон    | Пермь     | Триас     | Юра       | Мел       | Палео ген | Нео ген   |           | П-д       |
| 4567      | 538,8     | 486,85    | 443,1     | 419,62    | 358,86    | 298,9     | 251,902   | 201,4     | 143,1     | 66,0      | 23,04     |           | млн лет ← |
| 4567      | 538,8     | 486,85    | 443,1     | 419,62    | 358,86    | 298,9     | 251,902   | 201,4     | 143,1     | 66,0      | 23,04     | 2,58      |           |

- Наиболее крупный экспонат музея, занимающий центральное место, восстановленный скелет трогонтериевого слона (слон трогонтерий, степной мамонт Mammuthus trogontherii Pohlig, 1855).

|  |  |  |

## Образовательная деятельность
Геологический музей устраивает образовательные семинары для всех желающих, организуются образовательные программы для школьников.
Проводятся экскурсии на армянском, русском, английском, испанском и французском языках, имеется виртуальная экскурсия.
- Учителя многих школ Армении проводят в музее уроки географии и химии.
- В 2011 году при музее был создан детский Эко-клуб.
- Осуществляются выездные экскурсии.

## Галерея

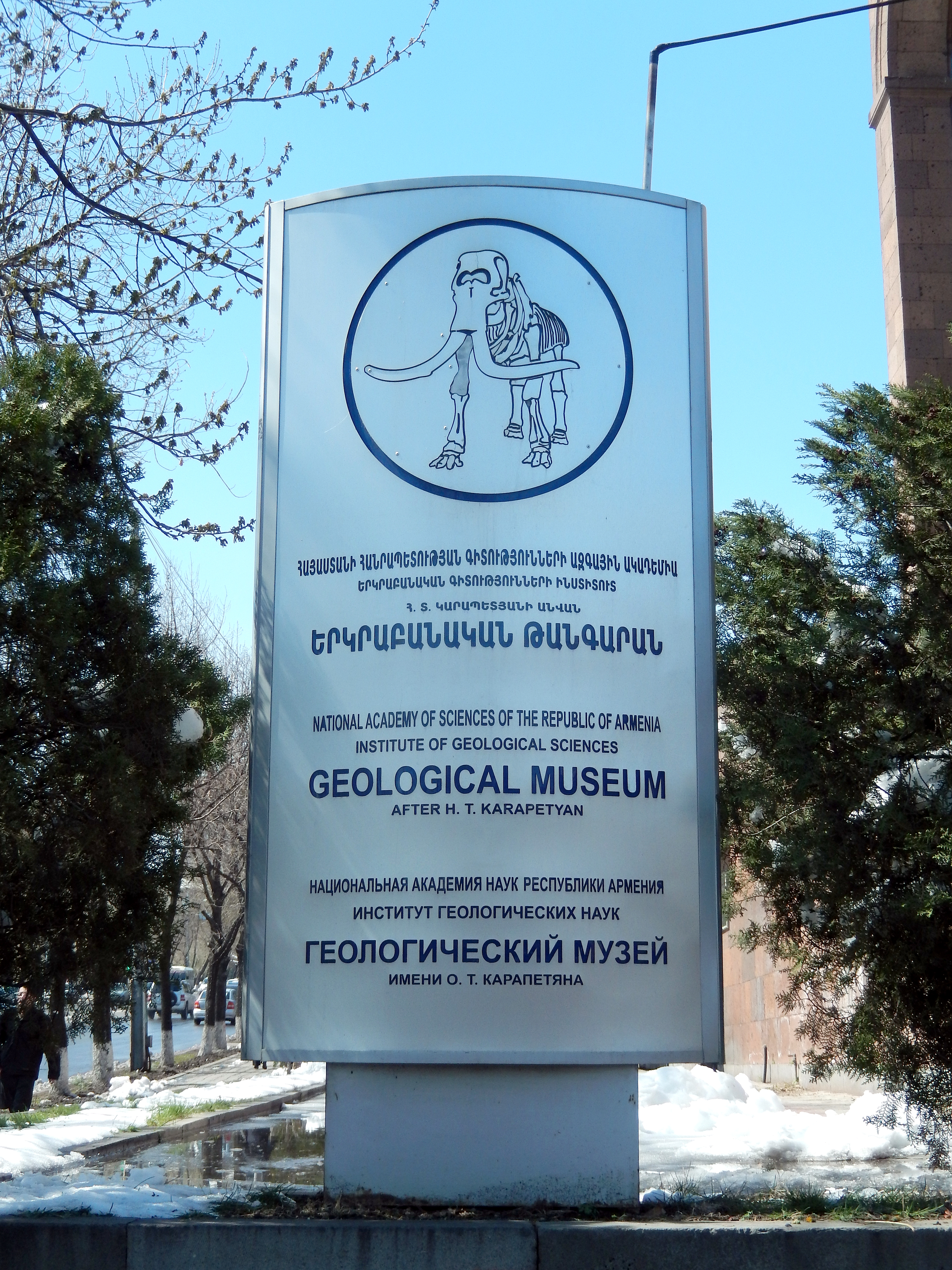
Музейный указатель
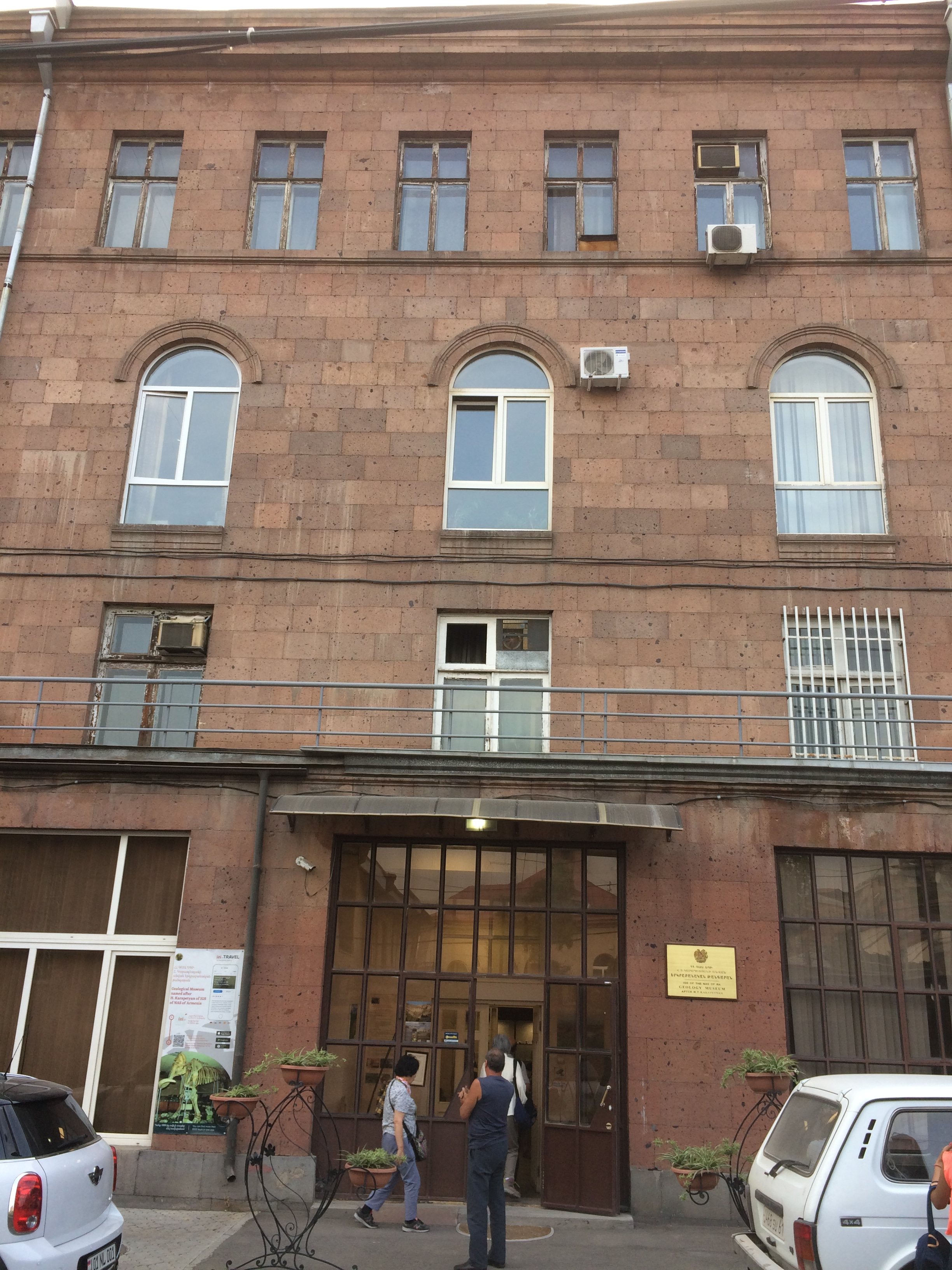
Вход в музей
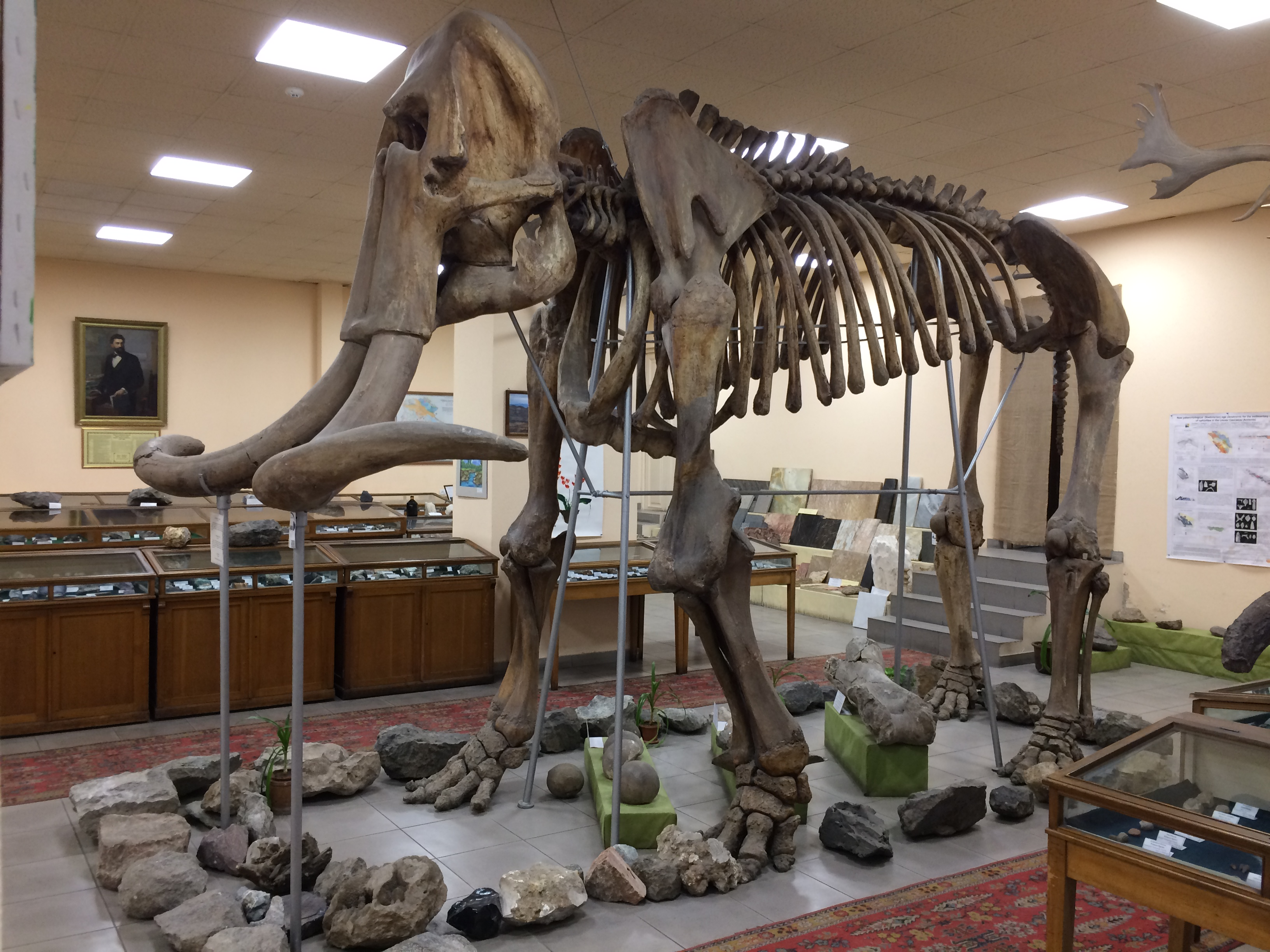
Степной мамонт в музее
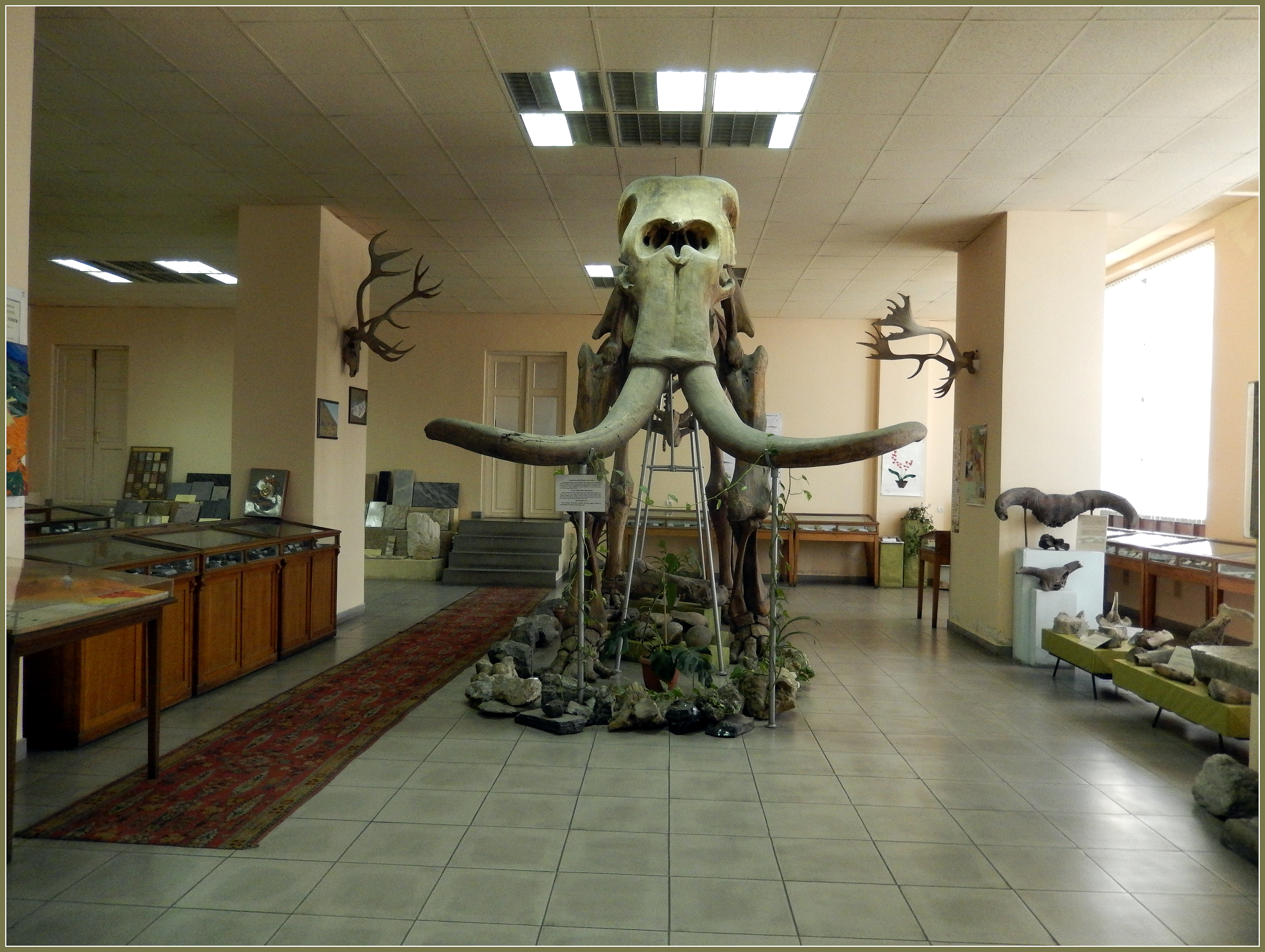
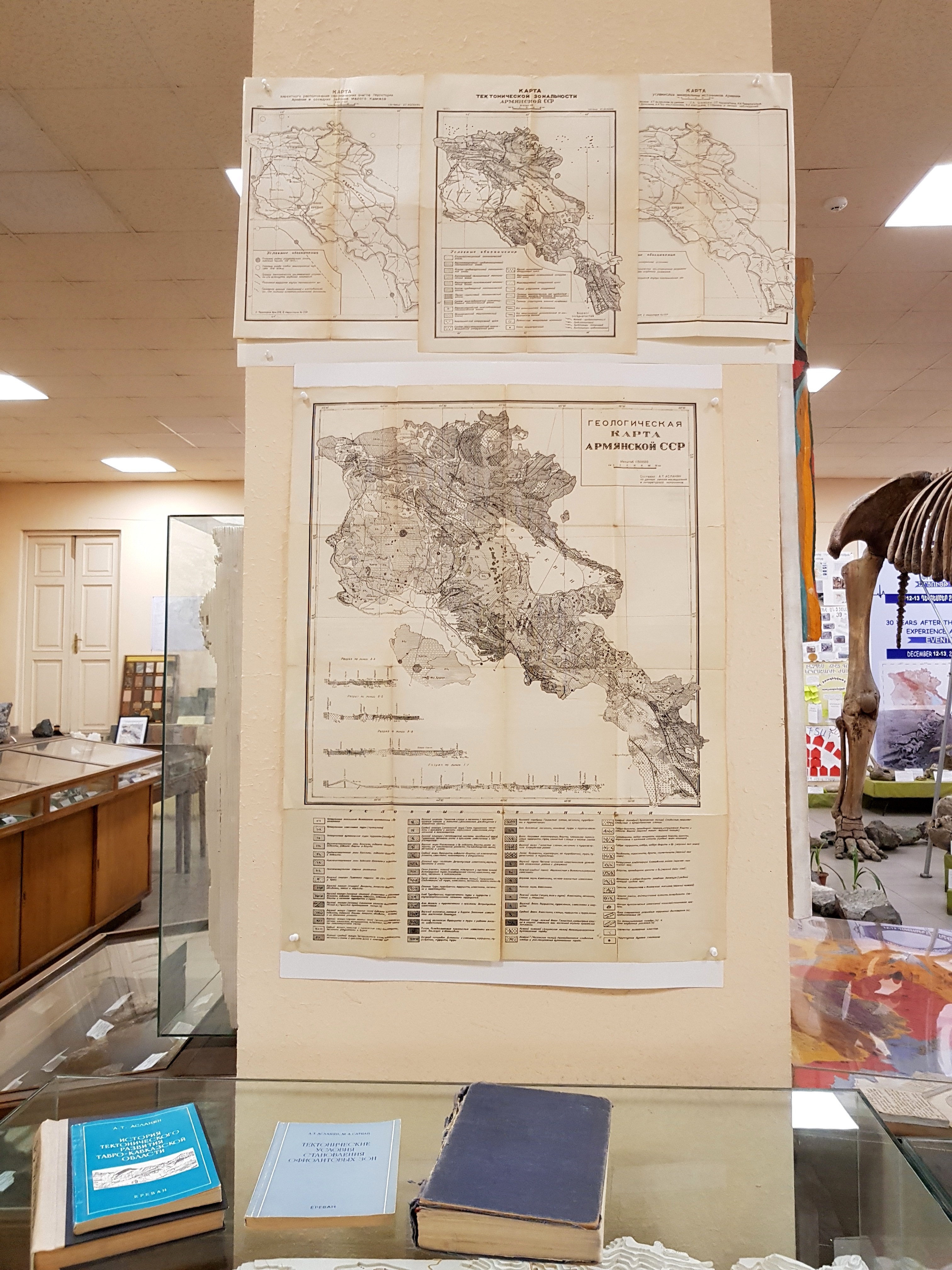
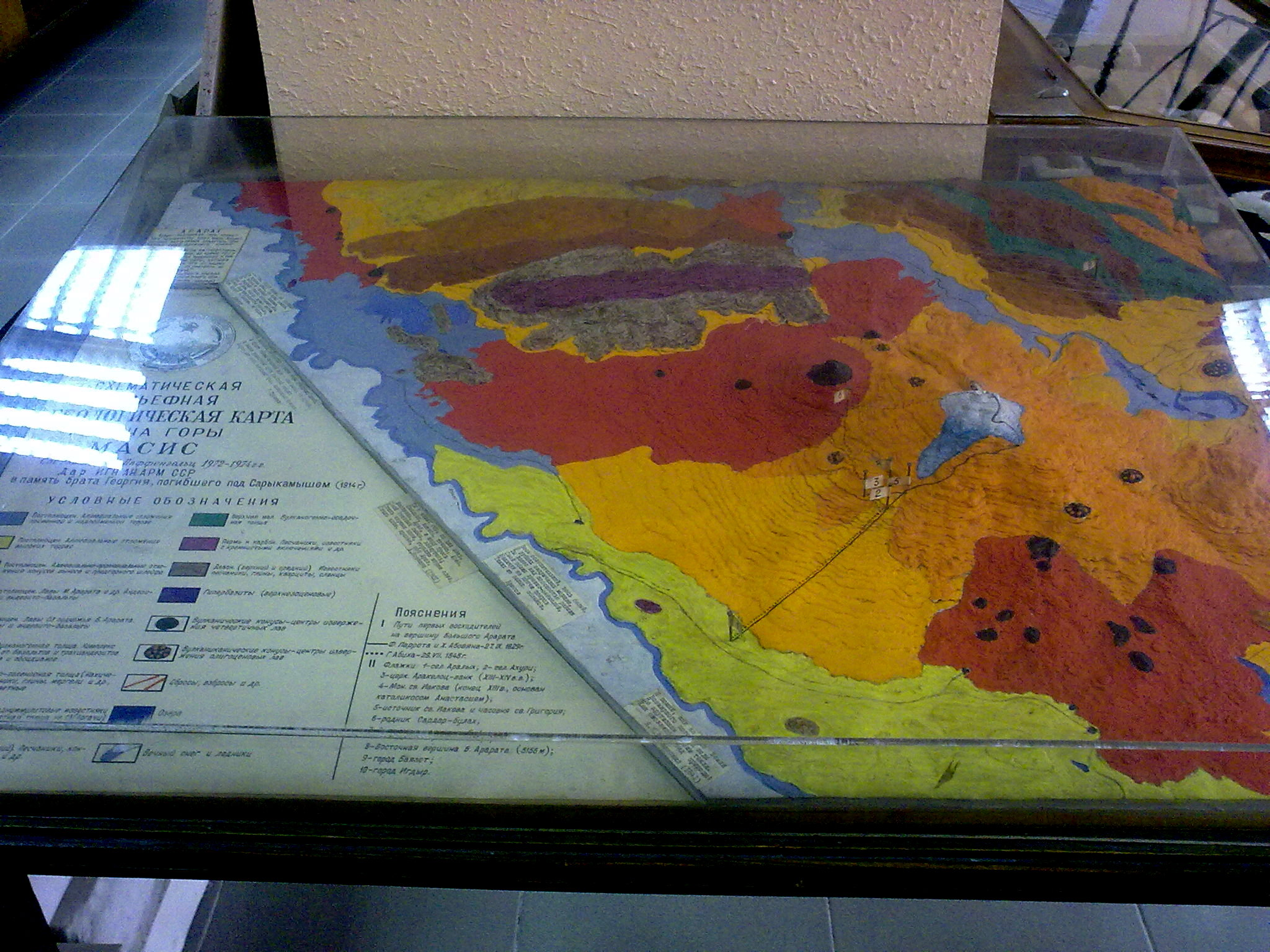
Геологическая карта горы Арарат
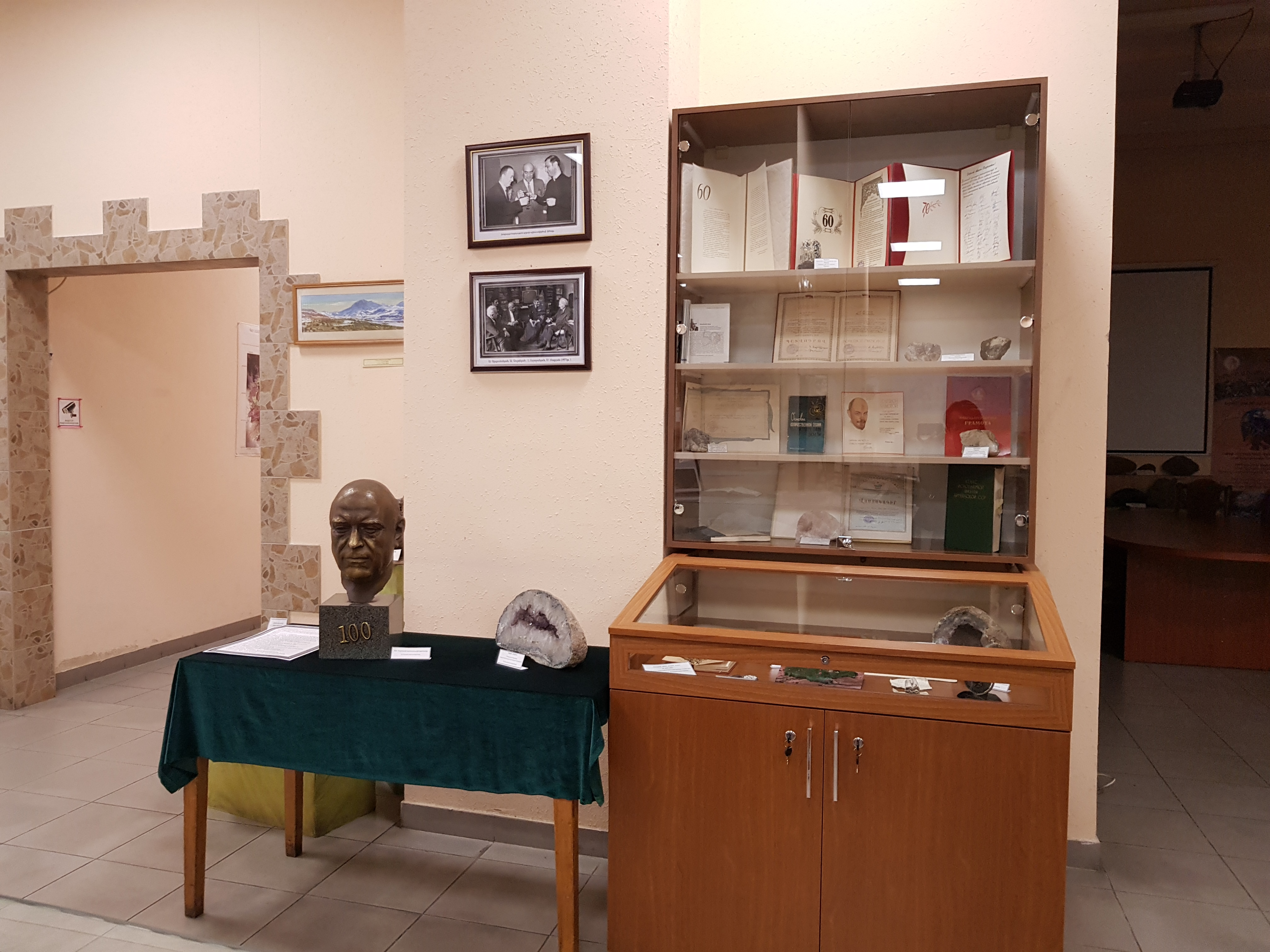
Экспозиция к 100-летию А.Т. Асланяна